# Korman Ismailow
Korman Jakubow Ismailow (auch Korman Yakubov Ismailov, bulg. Корман Якубов Исмаилов; * 13. September 1972 in Sofia) ist ein bulgarischer Politiker und Abgeordneter im bulgarischen Parlament. Bis Ende April 2011 war er Mitglied des Zentralrates der Partei DPS und Vorsitzender der Jugendorganisation, als er wegen Kritik an der Parteiführung aus der Partei ausgeschlossen wurde.

## Leben
Korman Ismailow wurde in der bulgarischen Hauptstadt Sofia geboren und absolvierte hier die mittlere Reife, bevor er ein Wirtschaftsstudium an der türkischen Universität von Konya aufnahm. Nach der Abschluss des Studiums, kehrte Ismailow nach Bulgarien zurück und wurde Mitglied der Bewegung für Rechte und Freiheiten (kurz DPS). 2006 wurde er mit überwiegender Mehrheit zum Vorsitzender der Judenorganisation von DPS, MDPS gewählt. Bei der Europawahl in Bulgarien 2009 war Ismailow als Kandidat seiner Partei angetreten. Er hatte den achten Listenplatz, seine Partei konnte bei der Wahl jedoch nur drei Plätze für das Europäische Parlament gewinnen.
Bei den Parlamentswahlen in Bulgarien 2009 wurde Ismailow mit der Liste der DPS zum Abgeordneten des bulgarischen Parlaments gewählt. Korman Ismailow war von Juli 2009 bis Mai 2011 Mitglied des Budget- und Finanzausschusses, des Ausschusses für Europafragen und Kontrolle der europäische Finanzinstrumente und der ständigen Delegation des bulgarischen Parlaments bei der NATO. Islailow ist ebenfalls seit Juli 2009 Mitglied in mehreren bilateralen Parlamentariergruppen.
Im Januar 2011 erhob das Mitglied des Zentralrats der DPS und die ehemalige Nummer zwei der Partei, Kasim Dal, schwere Vorwürfe gegen den Politikstil des Parteiführers Ahmed Dogan und die Verbindungen der Partei zu den Strukturen des ehemaligen kommunistischen Staatssicherheit (KDS) und forderte den Rücktritt der Parteiführung. Die vom Dal gestellten Fragen wurden auf dem Parteitag am 20. Februar 2011 von den Strukturen der Partei in der Türkei und von weiteren Mitglieder des Zentralrates, darunter Korman Ismailow unterstützt. Sie konnten jedoch den Rauswurf von Dal aus der Partei nicht verhindern, da sich die Mehrheit der Strukturen der Partei hinter ihren Vorsitzenden stellten.
Ende April wurde der Abgeordnete Ismailow aus der Fraktion der DPS im Parlament und kurz darauf aus der Partei ausgeschlossen. Anfang Juni wurden weitere Mitglieder der Zentralrates und Unterstützer von Dal aus der Partei ausgeschlossen.